# ام‌وی بریر
ام‌وی بریر (به انگلیسی: MV Braer) یک کشتی است که طول آن 241.51 m می‌باشد. این کشتی در سال ۱۹۷۵ ساخته شد.